# Grace de Gier
Grace Salazar Carreño, más conocida como Grace de Gier, es una cantante y compositora colombiana de indie pop y rock alternativo, nacida en Duitama y radicada en los Países Bajos. Publicó su primer álbum de estudio en 2020, titulado Mágico, y desde entonces ha grabado algunos sencillos y Extended Plays. En diciembre de 2022 fue reconocida como la mejor cantante de pop rock del año en los Premios Mara Internacional.

## Biografía

### Primeros años
Hija de Jorge Salazar y Luding Carreño, y oriunda de la ciudad de Duitama, Boyacá, Grace se radicó en los Países Bajos a finales de la década de 2000. Inspirada en la música rock y pop de bandas como The Killers, The Cranberries, The Cure, Roxette y Garbage, decidió iniciar una carrera como solista enmarcada en el indie pop y el rock alternativo, conservando algunos elementos de la música colombiana.

### Carrera
Tras grabar algunos sencillos, en septiembre de 2020 lanzó su primer álbum larga duración, titulado Mágico y compuesto por diez canciones. Su sencillo «Llévame», que contó con un videoclip grabado durante la pandemia de Covid-19, fue reconocido por el diario El País como una de las diez canciones más destacadas para el año 2021. Luego de publicar el sencillo y videoclip de «Ansiedad», a mediados de 2021 lanzó su primera canción en inglés, titulada «You Know», la cual logró ingresar en listas de éxitos en los Países Bajos.

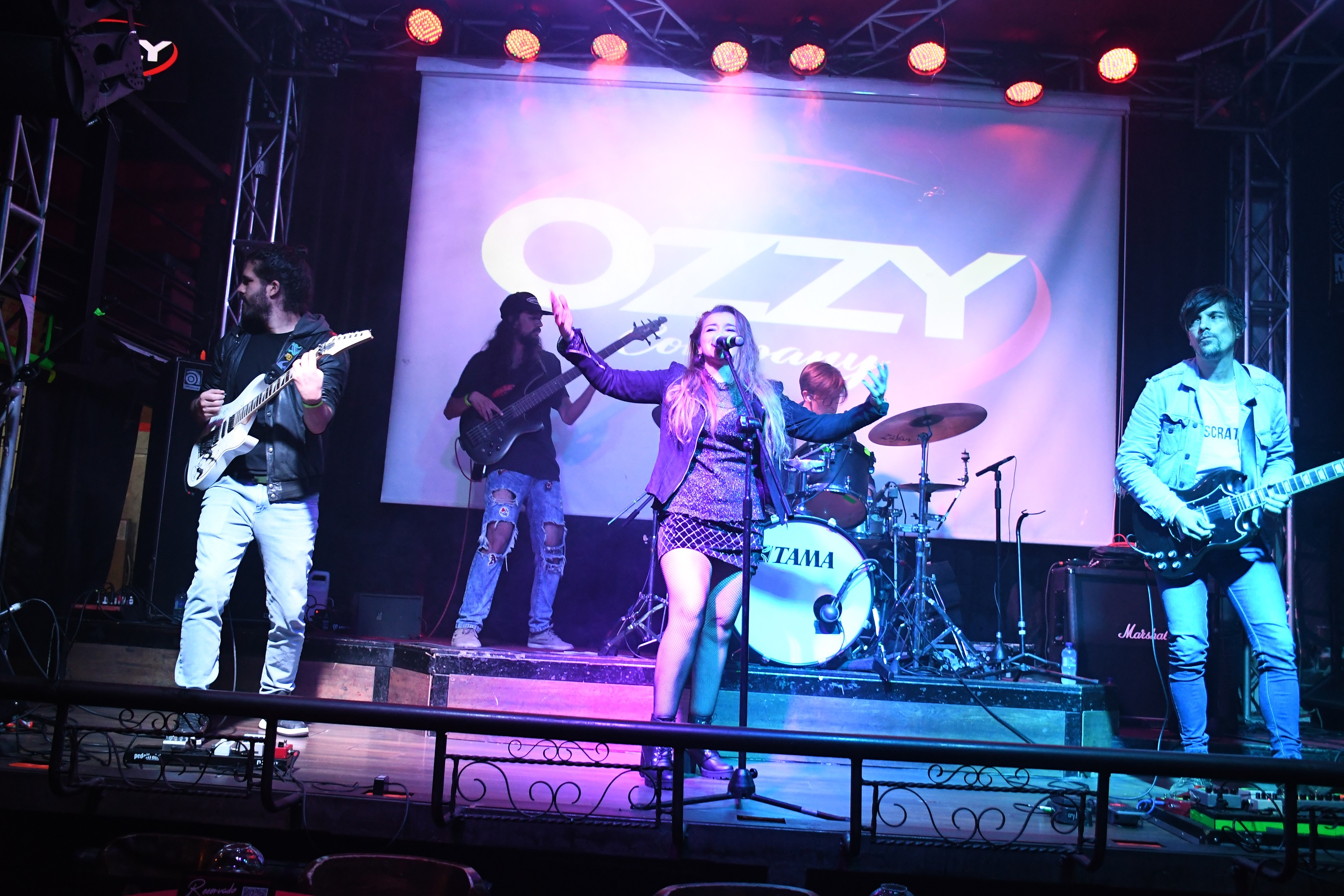
Grace de Gier y su banda en vivo en Bogotá, 2022.

A comienzos de 2022 presentó un EP de tres canciones titulado «Tell Me», y en noviembre realizó una gira por la ciudad de Bogotá.«And Now», una de las canciones incluida en el mencionado EP, logró escalar hasta la segunda posición en la lista Top Music de UK Talk Radio de Inglaterra. Por su parte, el sencillo «Dime» fue incluido en el Top 40 Tipparade neerlandés. En diciembre de 2022 fue reconocida en los Premios Mara Internacional como la mejor cantante de pop rock del año, en ceremonia celebrada en la ciudad de Medellín.

### Actualidad
En marzo de 2023 publicó el sencillo «Your Name», el cual, según la revista Rolling Stone, es el adelanto de un nuevo EP a publicarse el mismo año. En la grabación de la canción participó el baterista Alejandro Duque, reconocido por su trabajo con bandas como Aterciopelados y Bajo Tierra.

## Vida personal
La cantante está casada con el neerlandés Rolf de Gier, tiene dos hijos y actualmente reside en la ciudad de Heerhugowaard. Sus hermanos Andrés («Tell Me»), («And Now»), Ludyng («Llévame») y Valentina («And Now») han participado como actores en algunos de sus videos. Compuso la canción «Dame tu mano» como una dedicatoria a su hijo menor, quien sufrió de un grave cuadro de hydrops fetalis y logró recuperarse de la enfermedad.

## Estilo e influencias
De acuerdo con la revista Rolling Stone, en su música se evidencia la música de la década de 1990 como inspiración, y «se percibe el legado de The Cranberries, Alanis Morissette Blondie». Según el medio, su álbum debut Mágico «la mostraba cercana al pop, pero sus canciones más recientes nos dejan ver a una artista más cercana al rock alternativo». La propia artista ha manifestado que bandas como The Killers, The Cure, Garbage, The Cranberries y Roxette han sido una importante influencia en su estilo musical, en el que ha incorporado además elementos de la música tradicional de Colombia.

## Discografía

### Álbumes de estudio
| Año  | Título | Discográfica |
| ---- | ------ | ------------ |
| 2020 | Mágico | See Music    |

### Sencillos y EP
| Año  | Título      | Notas         |
| ---- | ----------- | ------------- |
| 2020 | «Llévame»   |               |
| 2021 | «You Know»  |               |
| 2021 | «Tell Me»   | Extended Play |
| 2022 | «Dime»      |               |
| 2023 | «Your Name» |               |

## Premios y reconocimientos
| Año  | Evento                     | Categoría                          | Resultado |
| ---- | -------------------------- | ---------------------------------- | --------- |
| 2022 | Premios Mara Internacional | Mejor cantante de pop rock del año | Ganadora  |